# Catherine Frot
Catherine Frot, nome completo Catherine Hélène Germaine Frot (Parigi, 1º maggio 1956), è un'attrice francese, attiva in campo cinematografico, teatrale e televisivo.

## Biografia
Figlia di un ingegnere, Jacques Frot (1932-2022), e di una professoressa di matematica e preside di liceo, Jacqueline Jeanne, inizia la sua formazione in giovane età, studiando arti drammatiche prima al Conservatorio poi all'École de la Rue Blanche di Parigi. Verso la metà degli anni settanta è tra i fondatori della compagnia teatrale Compagnie du Chapeau Rouge. Proprio a teatro inizia la sua formazione artistica, calcando per molti anni i palcoscenici francesi, dove ha portato in scena vari classici tra cui Il giardino dei ciliegi e Il gabbiano di Cechov.
Debutta al cinema nel 1980 nel film Mio zio d'America di Alain Resnais. Ottiene la sua prima candidatura ai premi César come migliore attrice non protagonista per Escalier C, riconoscimento che vince nel 1997 per Aria di famiglia, adattamento cinematografico di una piéce teatrale che la Frot aveva già portato in scena. Ottiene il suo primo ruolo da protagonista ne La dilettante (1999), per la regia di Pascal Thomas.
Nel corso degli anni diviene celebre per la sua partecipazione a commedie che, in modo dissacrante, criticano la borghesia, tra cui La cena dei cretini (1998) e Una relazione al femminile - La Nouvelle Ève (1999). Nel 2006 è protagonista al fianco di Déborah François del noir La voltapagine, l'anno seguente è protagonista della commedia Lezioni di felicità - Odette Toulemonde (2007). Nel 2012 è l'interprete principale del film La cuoca del presidente.
Nel corso della sua carriera ha vinto due volte il Premio César, un premio al quale è stata candidata con dieci nominations.

## Vita privata
All'inizio della sua carriera, Catherine Frot è stata la compagna del regista Pierre Pradinas. Nel 2013 ha divorziato da Michel Couvelard. Avevano adottato insieme una bambina, Suzanne Couvelard.

## Filmografia

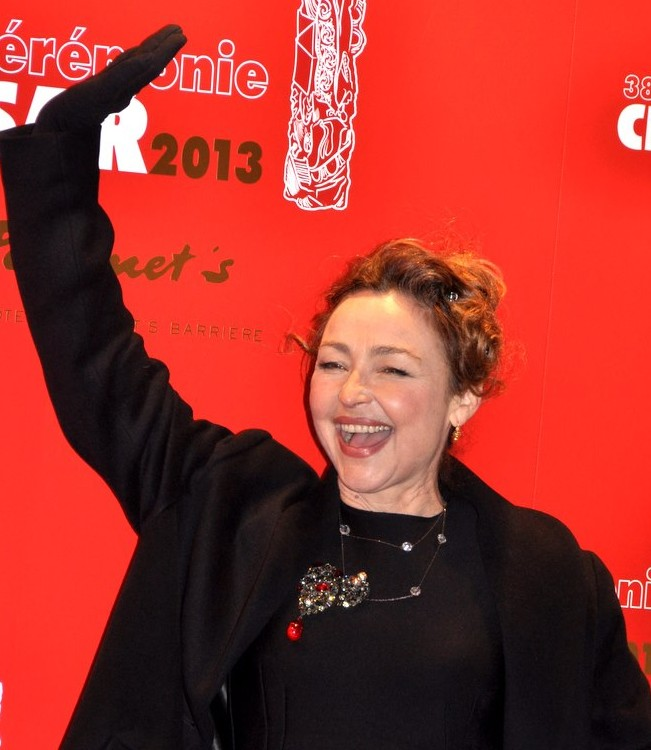
Catherine Frot ai premi César 2013

- Mio zio d'America (Mon oncle d'Amérique), regia di Alain Resnais (1980)
- Psy, regia di Philippe de Broca (1981)
- Les babas cool, regia di François Leterrier (1981)
- Guy de Maupassant, regia di Michel Drach (1982)
- Du sel sur la peau, regia di Jean-Marie Degesves (1983)
- Une pierre dans la bouche, regia di Jean-Louis Leconte (1983)
- Escalier C, regia di Jean-Charles Tacchella (1985)
- Elsa, Elsa de Didier Haudepin (1985)
- Le Moine et la sorcière de Suzanne Schiffman (1987)
- Chambre à part, regia di Jacky Cukier (1989)
- Sushi Sushi, regia di Laurent Perrin (1990)
- Tom et Lola, regia di Bertrand Arthuys (1990)
- Bienvenue à bord!, regia di Jean-Louis Leconte (1990)
- Vieille Canaille, regia di Gérard Jourd'huiì (1993)
- Vent d'est, regia di Robert Enrico (1993)
- Juste avant l'orage, regia di Bruno Herbulot (1993)
- J'ai pas sommeil, regia di Claire Denis (1994)
- Aria di famiglia (Un air de famille), regia di Cédric Klapisch (1996)
- La cena dei cretini (Le Dîner de cons) de Francis Veber (1998)
- Paparazzi, regia di Alain Berbérian (1998)
- Che resti tra noi (Ça reste entre nous), regia di Martin Lamotte (1998)
- Dormez, je le veux!, regia di Irène Jouannet (1998)
- À vot'service, regia di Éric Bartonio (1999)
- Una relazione al femminile - La Nouvelle Ève (La Nouvelle Ève), regia di Catherine Corsini (1999)
- La dilettante, regia di Pascal Thomas (1999)
- Inséparables, regia di Michel Couvelard (1999)
- Mercredi, folle journée!, regia di Pascal Thomas (2001)
- Chaos, regia di Coline Serreau (2001)
- Una coppia perfetta (Un Couple épatant), regia di Lucas Belvaux (2001)
- Dopo la vita (Après la vie), regia di Lucas Belvaux (2002)
- Rincorsa (Cavale), regia di Lucas Belvaux (2002)
- Chouchou, regia di Merzak Allouache (2003)
- 7 ans de mariage, regia di Didier Bourdon (2003)
- Éros thérapie, regia di Danièle Dubroux (2004)
- Vipère au poing, regia di Philippe de Broca (2004)
- Les Sœurs fâchées, regia di Alexandra Leclère (2004)
- Boudu, regia di Gérard Jugnot (2005)
- Due per un delitto (Mon petit doigt m'a dit...), regia di Pascal Thomas (2005)
- Le Passager de l'été, regia di Florence Moncorgé-Gabin (2006)
- La voltapagine (La Tourneuse de pages), regia di Denis Dercourt (2006)
- Lezioni di felicità - Odette Toulemonde (Odette Toulemonde), regia di Éric-Emmanuel Schmitt (2007)
- L'Empreinte de l'ange, regia di Safy Nebbou (2008)
- Le crime est notre affaire, regia di Pascal Thomas (2008)
- Les derniers jours du monde, regia di Arnaud e Jean-Marie Larrieu (2009)
- Le Vilain, regia di Albert Dupontel (2009)
- Imogène McCarthery, regia di Franck Magnier e Alexandre Charlot (2010)
- Coup d'éclat, regia di José Alcala (2011)
- Bowling, regia di Marie-Castille Mention-Schaar (2012)
- Associés contre le crime, regia di Pascal Thomas (2012)
- La cuoca del presidente (Les Saveurs du Palais), regia di Christian Vincent (2012)
- Marguerite, regia di Xavier Giannoli (2015)
- Quello che so di lei (Sage femme), regia di Martin Provost (2017)
- Un figlio all'improvviso (Momo), regia di Vincent Lobelle e Sébastien Thiery (2017)
- Sotto le stelle di Parigi (Sous les étoiles de Paris), regia di Claus Drexel (2020)
- La signora delle rose (La fine fleur), regia di Pierre Pinaud (2021)
- Un uomo felice (Un homme heureux), regia di Tristan Séguéla (2023)
- L'uomo nel bosco (Miséricorde), regia di Alain Guiraudie (2024)

## Doppiatrici italiane
- Alessandra Korompay ne La signora delle rose, Un uomo felice, L'uomo nel bosco
- Roberta Greganti in La cuoca del presidente, Un figlio all'improvviso
- Pinella Dragani in La cena dei cretini
- Elettra Bisetti in Due per un delitto
- Antonella Giannini in Marguerite

## Premi

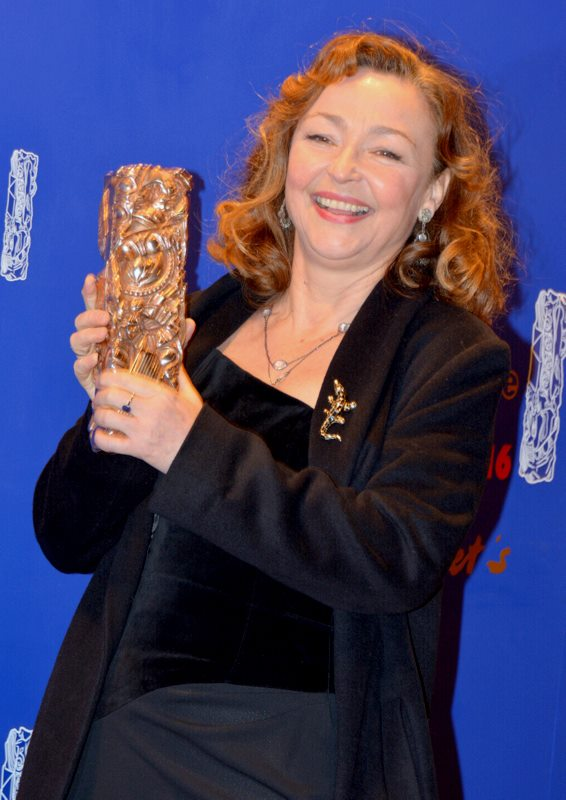
Catherine Frot con il Premio César per la migliore attrice vinto per Marguerite.

### Vinti
- Premi César 1997 - Migliore attrice non protagonista per Aria di famiglia
- Festival cinematografico internazionale di Mosca 1999 - Migliore attrice per La dilettante
- Premi César 2016 - Migliore attrice protagonista per Marguerite

### Candidature
- Premi César 1986 - Migliore attrice non protagonista per Escalier C
- Premi César 1999 - Migliore attrice non protagonista per La cena dei cretini
- Premi César 2000 - Migliore attrice protagonista per La dilettante
- Premi César 2002 - Migliore attrice protagonista per Chaos
- Premi César 2007 - Migliore attrice protagonista per La voltapagine
- Premi César 2008 - Migliore attrice protagonista per Lezioni di felicità - Odette Toulemonde
- Premi César 2009 - Migliore attrice protagonista per Le crime est notre affaire
- Premi César 2013 - Migliore attrice protagonista per La cuoca del presidente